# Geißbach (Kleinaschaff)
Der Geißbach ist ein linker Zufluss der Kleinaschaff im Landkreis Aschaffenburg im bayerischen Spessart.

## Geographie

### Verlauf
Der Geißbach entspringt am Heidberg (390 m ü. NN), südlich von Waldaschaff im Waldaschaffer Forst. Er fließt in nördliche Richtung und mündet unter der neu errichteten Kauppenbrücke in die Kleinaschaff.

### Flusssystem Aschaff
- Liste der Fließgewässer im Flusssystem Aschaff

## Einzelnachweise

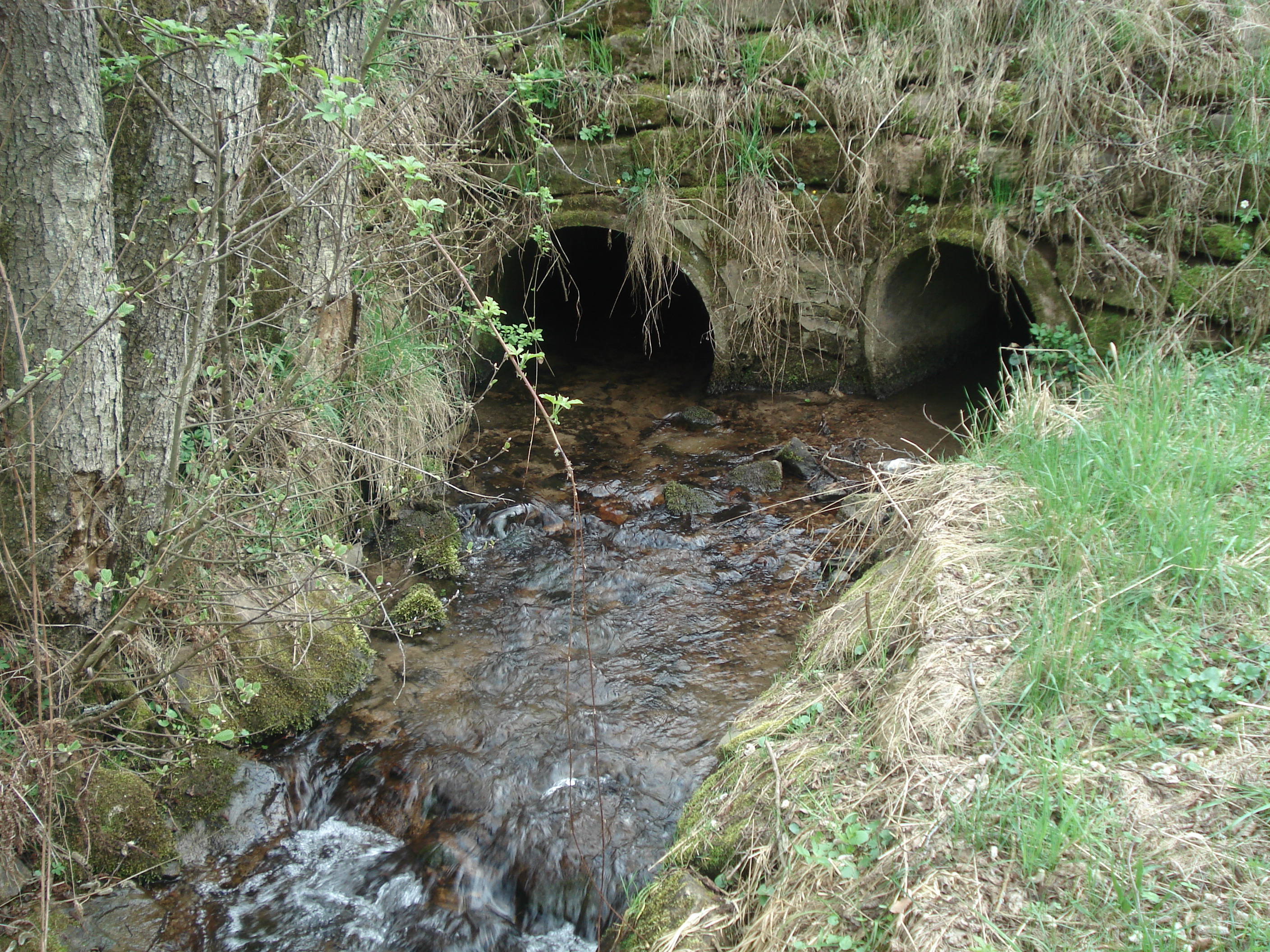
Der Geißbach (rechtes Rohr) mündet in die Kleinaschaff (linkes Rohr)